# Halowe Mistrzostwa Europy w Lekkoatletyce 1976 – bieg na 60 m kobiet
Bieg na 60 metrów kobiet – jedna z konkurencji biegowych rozgrywanych podczas halowych lekkoatletycznych mistrzostw Europy w  Olympiahalle w Monachium. Eliminacje, półfinały i bieg finałowy zostały rozegrane 22 lutego 1976. Zwyciężyła reprezentantka Szwecji Linda Haglund. Tytułu zdobytego na poprzednich mistrzostwach nie broniła Andrea Lynch z Wielkiej Brytanii.

## Rezultaty

### Eliminacje
Rozegrano 3 biegi eliminacyjne, do których przystąpiło 14 biegaczek. Awans do półfinału dawało zajęcie jednego z pierwszych trzech miejsc w swoim biegu (Q). Skład półfinałów uzupełniły trzy zawodniczki z najlepszym czasem wśród przegranych (q).
Opracowano na podstawie materiału źródłowego.
Bieg 1
| Miejsce | Zawodniczka          | Czas | Uwagi |
| ------- | -------------------- | ---- | ----- |
| 1       | Elvira Possekel      | 7,30 | Q     |
| 2       | Małgorzata Bogucka   | 7,41 | Q     |
| 3       | Mona-Lisa Pursiainen | 7,43 | Q     |
| 4       | Brigitte Haest       | 7,47 | q     |
| 5       | Lea Alaerts          | 7,52 |       |

Bieg 2
| Miejsce | Zawodniczka       | Czas | Uwagi |
| ------- | ----------------- | ---- | ----- |
| 1       | Linda Haglund     | 7,29 | Q     |
| 2       | Sylviane Telliez  | 7,36 | Q     |
| 3       | Helena Fliśnik    | 7,46 | Q     |
| 4       | Gabi Hareter      | 7,49 | q     |
| 5       | Annegret Kroniger | 7,51 |       |

Bieg 3
| Miejsce | Zawodniczka       | Czas | Uwagi |
| ------- | ----------------- | ---- | ----- |
| 1       | Inge Helten       | 7,32 | Q     |
| 2       | Sonia Lannaman    | 7,33 | Q     |
| 3       | Wiera Anisimowa   | 7,37 | Q     |
| 4       | Ludmiła Masłakowa | 7,50 | q     |

### Półfinały
Rozegrano 2 biegi półfinałowe, w których wystartowało 12 biegaczek. Awans do finału dawało zajęcie jednego z trzech pierwszych miejsc w swoim biegu (Q).
Opracowano na podstawie materiału źródłowego.
Bieg 1
| Miejsce | Zawodniczka          | Czas | Uwagi |
| ------- | -------------------- | ---- | ----- |
| 1       | Linda Haglund        | 7,20 | Q     |
| 2       | Inge Helten          | 7,27 | Q     |
| 3       | Wiera Anisimowa      | 7,29 | Q     |
| 4       | Mona-Lisa Pursiainen | 7,36 |       |
| 5       | Małgorzata Bogucka   | 7,39 |       |
| 6       | Brigitte Haest       | 7,53 |       |

Bieg 2
| Miejsce | Zawodniczka       | Czas | Uwagi |
| ------- | ----------------- | ---- | ----- |
| 1       | Elvira Possekel   | 7,30 | Q     |
| 2       | Sylviane Telliez  | 7,35 | Q     |
| 3       | Sonia Lannaman    | 7,38 | Q     |
| 4       | Helena Fliśnik    | 7,45 |       |
| 5       | Gabi Hareter      | 7,46 |       |
| 6       | Ludmiła Masłakowa | 7,47 |       |

### Finał
Opracowano na podstawie materiału źródłowego.
| Miejsce | Zawodniczka      | Czas |
| ------- | ---------------- | ---- |
| 1       | Linda Haglund    | 7,24 |
| 2       | Sonia Lannaman   | 7,25 |
| 3       | Elvira Possekel  | 7,28 |
| 4       | Inge Helten      | 7,29 |
| 5       | Sylviane Telliez | 7,30 |
| 6       | Wiera Anisimowa  | 7,32 |